# Elmhurst, Illinois
Elmhurst är en stad (city) i Cook County, och  DuPage County, i delstaten Illinois, USA. Enligt United States Census Bureau har staden en folkmängd på 44 439 invånare (2011) och en landarea på 26,6 km².